# 댄싱 폴베어러스
댄싱 폴베어러스(영어: Dancing Pallbearers)는 가나 남부 아크라 지역의 프람프람 해안 마을 지역에서 활동하는 시신을 넣은 관을 운반하는 사람들의 음악 그룹으로, 통칭 관짝밈 또는 관짝춤(영어: Coffin dance) 등으로 불리는 인터넷 밈으로 유명하다. 현지에서는 Nana Otafrija Pallbearing and Waiting Service 또는 Dada awu로 불린다.
2020년 초 코로나19 범유행으로 인해 댄싱 폴베어러스는 전세계적인 인터넷 밈 중 하나로 떠올랐다.

## 유래
댄싱 폴 베어러스는 벤자민 에이두(Benjamin Aidoo)가 이끄는 그룹이다. 벤자민 아이두는 가나에서 정기적인 폴 베어러(관을 이동시키는 직업)로 서비스를 시작했는데, 나중에 관을 드는 업무에 안무를 추가할 생각을 가지면서 시작되었다. 그는 장례식 동안 관을 들고 춤을 추면서 추가 수입을 얻겠다는 생각으로 이 사업을 시작했다. 댄싱 폴 베어러스는 2017년 BBC 뉴스 리포트에 보도된 것을 시작으로 유명해졌다.